# NGC 5901
NGC 5901 – gwiazda znajdująca się w gwiazdozbiorze Wolarza, na północ od galaktyki NGC 5900. Skatalogował ją 23 maja 1854 roku R. J. Mitchell – asystent Williama Parsonsa, błędnie sądząc, że ma do czynienia z obiektem typu mgławicowego.